# Гермасогия
Гермасо̀гия (на гръцки: Γερμασόγεια) е предградие на град Лимасол, в Кипър. Според статистическата служба на Република Кипър през 2001 г. има 8535 жители.

## Побратимени градове
- Стари град, Сърбия